# Beatyfikowani i kanonizowani Kościoła katolickiego w 2007 roku
W 2007 roku wyniesiono na ołtarze 40 błogosławionych i 6 świętych kościoła katolickiego.
14 kwietnia
- Bł. Alojzy Boccardo

15 kwietnia
- Bł. Maria Magdalena od Męki Pańskiej

21 kwietnia
- Bł. Franciszek Spoto

29 kwietnia
- Bł. Maria Róża Pellesi

6 maja
- Bł. María del Carmen od Dzieciątka Jezus

11 maja
- Św. Antoni od św. Anny Galvão

27 maja
- Bł. Karol Liviero

3 czerwca
- Św. Szymon z Lipnicy
- Św. Karol od św. Andrzeja (Charles Houben)
- Św. Maria Eugenia od Jezusa Milleret
- Św. Jerzy Preca

15 sierpnia
- Bł. Bazyli Antoni Maria Moreau

16 sierpnia 
- Bł. Maria Celina od Ofiarowania NMP
- Bł. Stanisław Papczyński

30 września
- Bł. Maria Merkert

20 października
- Bł. Albertyna Berkenbrock

21 października
- Bł. Manuel Gómez González
- Bł. Adílio Daronch

26 października
- Bł. Franciszek Jägerstätter

27 października
- Bł. Celina Chludzińska Borzęcka

27 października
- Bł. Alonso Fuente
- Bł. Alonso Villar
- Bł. Mariano od świętego Józefa
- Bł. Ovidio Bertrán
- Bł. Arriola Uranda
- Bł. Barredo Fernández
- Bł. Chumillas Fernández
- Bł. Echevarría Gorostiaga
- Bł. Fabrega Julia
- Bł. Esténaga Echevarría
- Bł. Fernández Arenillas
- Bł. Fradera Ferragutcasas
- Bł. García-Paredes Pallasá
- Bł. González Nombela
- Bł. Izquierdo Palacios
- Bł. Laplana Laguna
- Bł. López Hernando
- Bł. Mateo García
- Bł. Prat Hostench
- Bł. Reynés Solivellas
- Bł. Rodríguez Alonso
- Bł. Sáiz Aparicio
- Bł. Tristany Pujol

11 listopada
- Bł. Zefiryn Namuncurá

18 listopada
- Bł. Antoni Rosmini-Serbati

2 grudnia
- Bł. Lindalwa Justo de Oliveira